# Диваки і зануди
«Диваки і зануди» (швед. Dårfinkar & Dönickar) — одна з найвідоміших книг шведського дитячого письменника Ульфа Старка, опублікована у 1984 році. 

## Сюжет
Епіграф:
Брехні немає, є лише кульгава правда.

Спіноза
Симоні — дванадцять, і в її житті повно прикрощів: мама зв’язалась із занудою Інґве, через переїзд у нове помешкання треба змінити школу і покинути друзів, ще й зник улюблений пес Кільрой. У новій школі Симону через її незвичне ім'я вчителька представляє як Симона. Дівчина вирішує нічого не казати, щоб уникнути подальших насмішок і глузувань. Тепер Симона ще більше не хоче йти до школи — щоб її не викрили, вона купує хлопчачий одяг й обрізає своє й так коротке волосся.
Турбот в родині лише більшає відтоді, як дідусь втікає з лікарні, та Симона і мама раді його поверненню. Таємницю дівчинки знає лише дідусь-дивак. Він підтримує онучку у такий нелегкий період життя. «Яка ти дурненька, — так само пошепки відповів дідусь. — Знаєш, якщо хтось і створив увесь цей дивовижний світ із сонцями, равликами, квітами й людьми, то, напевно, не якийсь там зануда». 
Здається, Інґве теж щось підозрює. Але справжні проблеми починаються, коли Симона закохується в Ісака. Водночас до дівчинки (тобто Симона) починає залицятися однокласниця Катті. Після вечірки у Катті між Симоною та Ісаком зав'язується суперечка. Вони закладаються, хто швидше перепливе крижане озеро до мосту й назад. Після змагання, де обоє ледве не тонуть, Симона та Ісак йдуть зігрітися в Криївку (місце, де вони постійно збиралися з друзями). Там Ісак бачить, що Симон — дівчина! У Криївці, лежачи поряд та намагаючись зігрітися, вони зізнаються у своїх почуттях та зближуються.
Симона щаслива. Тепер вона може відкрити однокласникам правду. Ще й Кільрой нарешті знайшовся. Уся сім'я зібралася на святкування дня народження дідуся, останнього його дня народження. «А життя і свято тривали далі, хоч надворі западала ніч».

## Головні герої
- Симона — 12-річна дівчинка, живе з мамою та її хлопцем Інґве; через помилку у новій школі дівчинку представляють як хлопця Симона.
- Ольга — мама Симони, художниця.
- Інґве — бойфренд Симониної мами, зануда.
- Дідусь Іван — батько Ольги та дідусь Симони; втік з лікарні до родини; раніше грав в оркестрі на віолончелі; дружина — Катарина (померла).
- Ісак — новий однокласник Симони, у якого закохується дівчина.
- Катті — однокласниця Симони; залицялася до Симона, поки не зрозуміла, що це дівчина.
- Плиска (панна Вершкове Тістечко) — вчителька Симони.
- Аксельсон — набридливий сусід, полюбляє лізти не у свої справи.
- Кільрой — пес Симони, зникає на початку історії.[1]

## Український переклад
Старк, У. Диваки і зануди [Текст] / Ульф Старк ; пер. зі швед. Галини Кирпи. — Львів : Видавництво Старого Лева, 2015. — 160 с.
Рецензії
- А. Єфремова. «Крий Боже прожити життя занудою!» [Архівовано 10 серпня 2016 у Wayback Machine.] («Видавництво Старого Лева», 28.09.2015)
- М. Київська. «Диваки і зануди» Ульфа Старка: універсальна історія про звичайних диваків [Архівовано 27 липня 2016 у Wayback Machine.] («Букмоль», 11.12.2015)
- Д. Кучеренко. «Диваки і зануди» або Ніхто не казав, що дорослішати просто [Архівовано 30 березня 2016 у Wayback Machine.] («Друг читача», 18.03.2015)

## Екранізації
У 1988—1989 роках у Швеції виходив серіал «Диваки і зануди».